# Accident del telefèric Stresa-Mottarone
L'accident del telefèric Stresa-Mottarone va passar el 23 de maig de 2021. Durant un viatge programat, un telefèric va caure en trencar-se el seu cable tractor quan era a 300 metres del cim de la muntanya de Mottarone, prop del llac Maggiore al nord d'Itàlia. Com a resultat, almenys 14 persones van morir i un nen va resultar ferit greument. El telefèric viatjava entre la ciutat d'Stresa i el cim de la muntanya Mottarone, quan va caure en una zona boscosa, segons el Cos Nacional de Salvament Alpí i Espeleològic, que lidera l'operació de rescat. L'accident és el pitjor desastre d'un telefèric d'Itàlia des de l'accident del telefèric de Cavalese el 1998.

## Antecedents
El telefèric Stresa-Alpino-Mottarone està ubicat al municipi de Stresa, a la província de Província de Verbano-Cusio-Ossola, a la regió del Piemont, i connecta el llac Maggiore amb el cim del Mottarone. Va ser construït el 1970 sobre la ruta de l'antic ferrocarril de Mottarone, i es divideix en dues seccions: la primera connecta el amb el llogaret d'Alpino, mentre que la segona connecta Alpino amb el cim de la muntanya. La instal·lació havia estat objecte de dues accions de manteniment extraordinàries: una el 2002 a càrrec de l'empresa Poma i l'altra, realitzada per la societat Leitner, que es va dur a terme el 2014. Com incident previ a l'accident, durant el viatge inicial el juliol de 2001 una cabina amb 40 passatgers es va bloquejar, i va haver de rescatar-ne els ocupants.

## Accident
Al voltant de les 12:30 del diumenge 23 de maig de 2021, a només 100 metres de l'última pilona abans d'arribar a l'estació de Mottarone, es va produir una fallada estructural del cable de tracció que va provocar el despreniment d'una de les cabines en servei, que després de retrocedir a forta velocitat tot rodant per sobre el cable portador, va impactar contra una de les pilones de la via i va precipitar-se a terra després d'una caiguda de més de 20 metres, acabant en una zona boscosa allunyada de les calçades, cosa que inicialment va dificultar les tasques de rescat. Segons l'alcaldessa d'Stesa, "els testimonis van sentir un fort xiulet i després van veure que la cabina retrocedia ràpidament per després precipitar-se en el moment de l’impacte contra la pilona".
Tretze persones van morir al lloc de l'accident, mentre que dos nens van resultar ferits greus i van ser traslladats a un hospital pediàtric a Torí. Més tard, un dels nens va morir d'aturada cardíaca, cosa que va fer que el nombre de morts s'elevés a 14. Entre les víctimes es van identificar com a vuit italians (tres de Vedano Olona, dos de Varese, dos de Bari i un de Cosenza), un iranià i una família de cinc ciutadans israelians. L'únic supervivent va ser el fill de 5 anys de la família israeliana.
Va ser l'accident de telefèric més mortífer d'Itàlia des del desastre del telefèric de Cavalese, el 1998. També se'l considera com un dels accidents de telefèric més mortal de la història, només superat per l'accident de Cavalese de 1976 (43 morts), l'accident del telefèric Tbilisi del 1990 a Geòrgia (20 morts), l'accident de Cavalese del 1998 a Itàlia (20 morts), l'accident de Saint-Étienne-en-Dévoluy a França (20 morts) i l'accident de la Gorja del Riu Maling a la Xina (14 morts).

## Investigació
Immediatament després dels treballs de rescat, la fiscal en cap de Verbania Olimpia Bossi va ordenar la confiscació del sistema del telefèric per iniciar les investigacions per aclarir i determinar les causes que van provocar la fallada del cable del sistema i els frens d’emergència.
El 26 de maig, el ministeri públic va dictar ordre de detenció per homicidi múltiple contra el propietari de l'empresa Ferrovie del Mottarone, així com del director i el cap d'operacions del telefèric, que serien coneixedors de la desactivació intencionada d'un dels frens d'emergència, amb la finalitat "d'evitar interrupcions i bloquejos del telefèric".